# 神崎神社
神崎神社（こうざきじんじゃ）は、千葉県香取郡神崎町（下総国香取郡）にある神社。旧社格は県社。
天鳥船命、大己貴命、少彦名命を主祭神とする。

## 概要
この神社の創建年代については不詳であるが、社伝によると白鳳2年（673年）に常陸と下総の境界にある大浦沼の二つ塚からこの地に影向して遷座したものという。明治期までは「子松神社」と称していたが、元慶3年（879年）に従五位下の神階を授けられている。
当社は香取神宮の末社ではないが、式年造営のときは「あさめ殿」を造る常役であった。また『利根川図志』には当社は大禰宜家の旧領であったと記されており、祭神の天鳥船命は、香取神宮の経津主神と鹿島神宮の武甕槌神が大己貴命と国譲りの交渉をした際、事代主神のもとへ使わされた神とされていることからも、当社と香取神宮の関係が窺える。なお、天鳥船は神が乗る船でもあり天鳥船命は鳥之石楠船神ともいわれるが、当社にはクスノキの大木がありナンジャモンジャの木と呼ばれている。親木を5本のひこばえが取り巻いているもので、主幹の根元は、周囲13.1メートル、樹高は19メートルあり、神崎の大クスとして、国の天然記念物に指定されている。社叢林は神崎の森として、千葉県の天然記念物に指定されている。

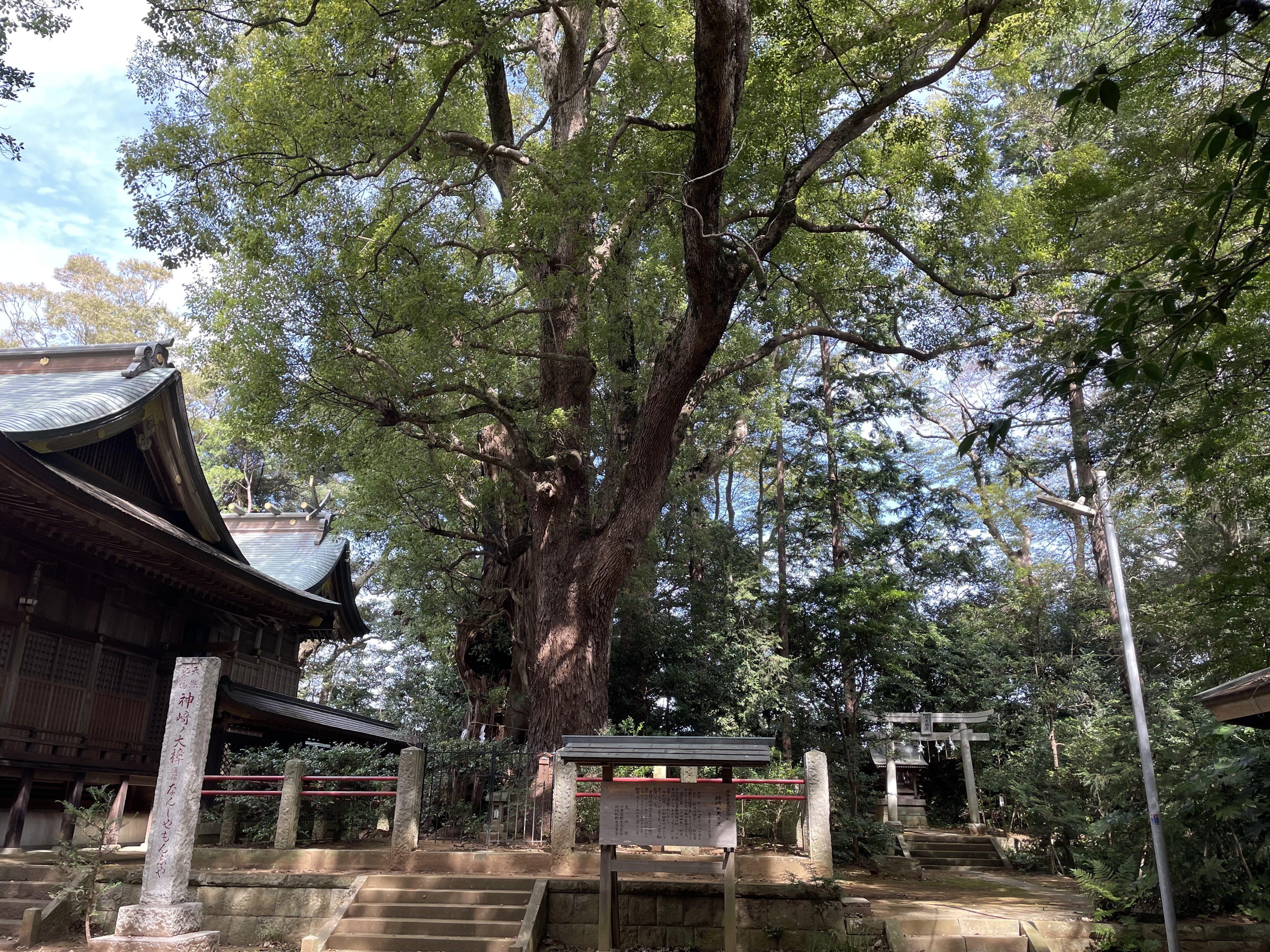
神崎の大クス。通称ナンジャモンジャの木。

当社は古くから歴代支配者による厚い庇護を受け、戦国時代には700町の社領があったといわれ、江戸時代には朱印領20石を有しており、当社に伝わり鎌倉時代初期から室町時代に及ぶ古文書・絵図などからなる「神崎神社文書」は中世の史料としてきわめて重要なものとされ、千葉県の有形文化財（古文書）に指定されている。さらに当社の別当寺であった神宮寺が所蔵する「神宮寺文書」は、大般若波羅蜜多経600巻のうち60巻を欠くものの、南北朝期の写経として価値が高く、奥書から当時の寺院や僧侶の様子、また信仰圏などが知られ、同じく千葉県の有形文化財に指定されている。

## 交通
- 成田線下総神崎駅から徒歩約20分
- 国道356号、茨城県道・千葉県道107号江戸崎神崎線 神崎大橋南詰近く